# Éruption du mont Bandai en 1888

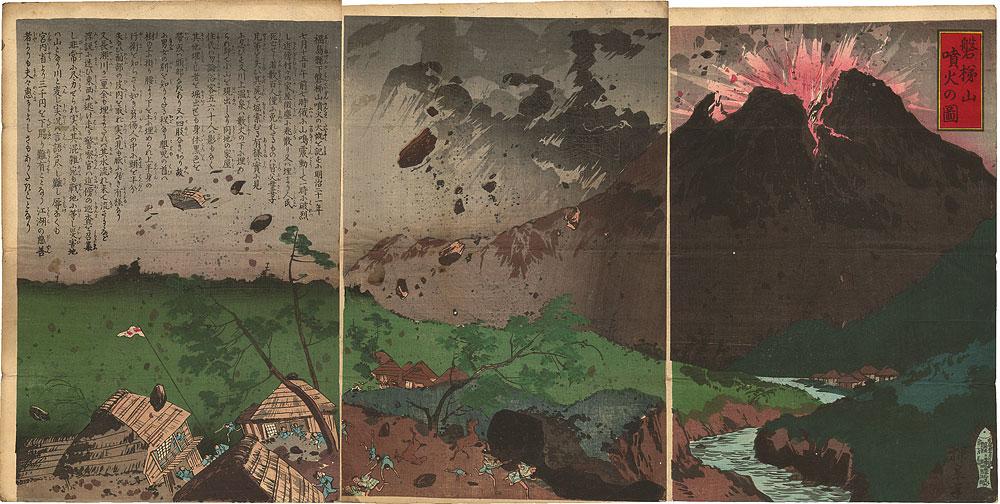
Estampe ukiyo-e d', 1888.

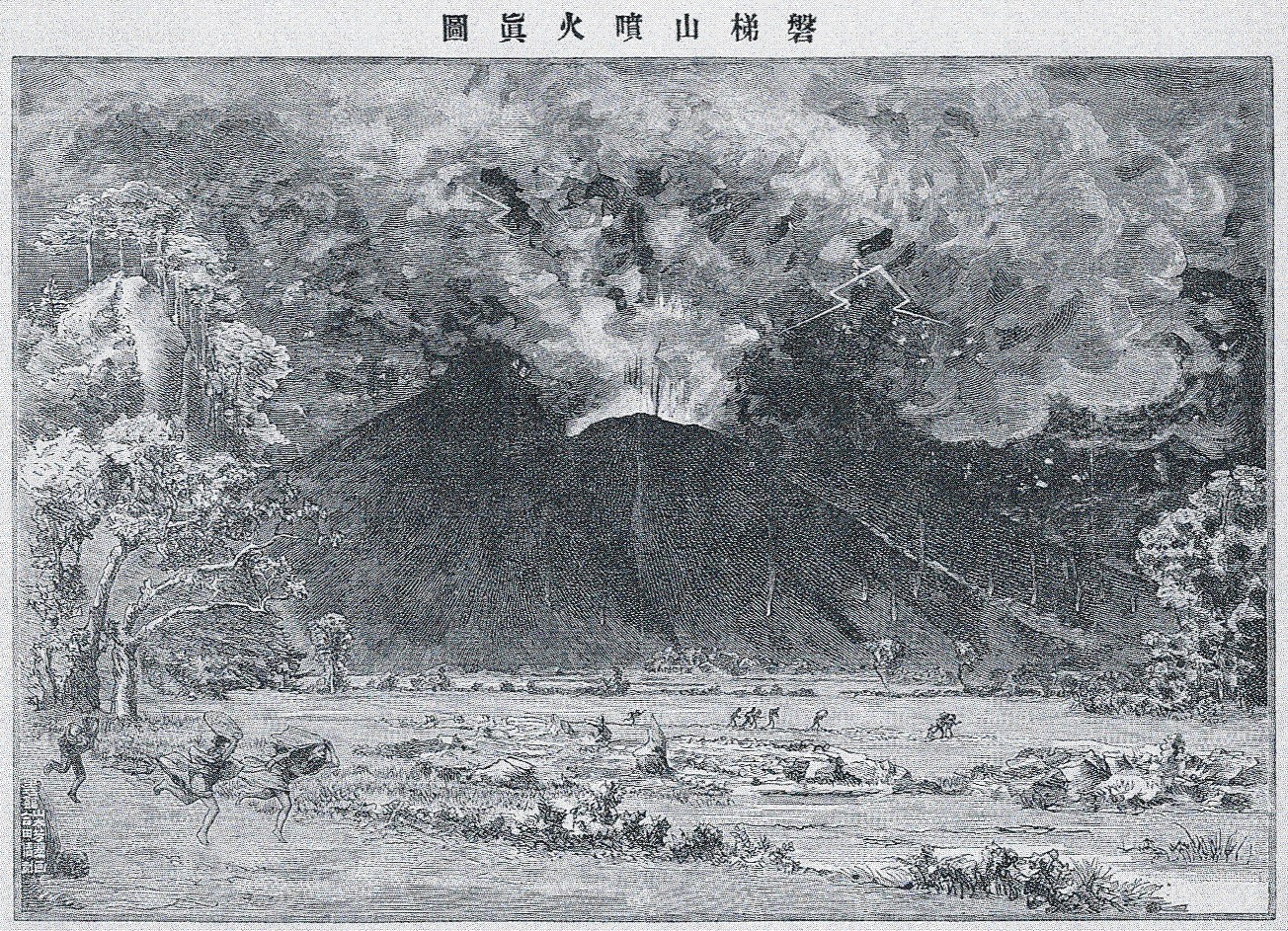
Gravure sur bois de Gōda Kiyoshi, 1888.

L'éruption du mont Bandai en 1888 est une importante éruption volcanique qui se produisit au Japon pendant l'ère Meiji. L'évènement se déroula le 15 juillet 1888 et les nuées ardentes ensevelirent plusieurs villages alentour et dévastèrent la partie orientale de la région de Bandai dans la préfecture de Fukushima au Nord de Tokyo. Au moins 477 personnes trouvèrent la mort et des centaines furent blessées et se retrouvèrent sans abris par ce qui deviendra le pire désastre volcanique de l'histoire japonaise moderne. Cette éruption présente beaucoup de similarités avec celle du mont Saint Helens en 1980 aux États-Unis.

## Contexte
Le mont Bandai est un stratovolcan dont la dernière éruption datait de 806. Il a une forme conique et était comparé au mont Fuji dans la littérature. Le volcan Bandai est formé de quatre pics : O-bandai (1 819 m), Kushigamine (1 636 m), Akahaniyama (1 427 m), et Ko-bandai qui est légèrement inférieur à O-bandai.
De petites secousses sont rapportées les 8, 9 et 10 juillet 1888 puis des tremblements modérés les 13 et 14 juillet. Mais comme les tremblements de terre sont courants dans tout le Japon, ces secousses n'inquiètent pas la population locale.

## L'éruption
Le 15 juillet, trois tremblements de terre se produisent avant l'éruption principale. Le troisième, d'une magnitude de 5, fut le plus puissant. À 7h45 commence une éruption phréatique de fumerolles à environ 100 mètres en amont de la station thermale de Kaminoyu sur le flanc du Ko-Bandai. Puis de nombreuses explosions retentissent, 15 à 20 par minute. Chaque explosion est accompagnée par un bruit de tonnerre et un panache de fumée noire commence à s'élever jusqu'à 1 300 m. La dernière explosion produisit un nuage horizontal se dirigeant vers le Nord.
Dix minutes après les explosions, une coulée de lave déferle sur le flanc oriental du volcan. Selon un témoin, des éruptions phréatiques continuèrent après l'éruption à deux reprises au moins. Vers 10h, une pluie chaude commence à tomber, transformant la cendre volcanique en lahar (coulée de boue volcanique). À 16h, la cendre cesse de tomber. 

## Conséquences
L'éruption a dévasté des centaines de km² de forêts et d'exploitations agricoles alentour. Plusieurs villages sont complètement ensevelis par des glissements de terrain, qui ont également considérablement altéré la topographie de la région en détournant des rivières et en créant plusieurs nouveaux lacs. Le sommet du volcan s'est aussi effondré vers le Nord.
Les géologues japonais Seikei Sekiya (en) et Y. Kikuchi de l'Université impériale de Tokyo se rendent à Bandai quelques jours après l'éruption. Après plusieurs mois passés à étudier le nouveau cratère et les zones dévastées, ils publient un rapport en anglais, The eruption of Bandai-san (1890), considéré comme un classique de la volcanologie. Une photographie du volcan en ruine fut un des premiers clichés du Yomiuri Shimbun.
L'éruption est la première grande catastrophe que dut affronter la jeune Croix-Rouge japonaise qui aida rapidement les sinistrés.
Les lacs formés par le cataclysme sont aujourd'hui appelés Urabandai ou Bandai-kōgen et sont devenus une destination touristique populaire en particulier les lacs multicolores du lac Goshiki.